# Helena de Nassau
Helena Guilhermina Henriqueta Paulina Mariana de Nassau-Weilburg (18 de agosto de 1831 – 27 de outubro de 1888) foi uma princesa alemã, filha de Guilherme, Duque de Nassau, e consorte de Jorge Vítor, Príncipe de Waldeck e Pyrmont.

## Primeiros anos
Helena nasceu em Wiesbaden, no Ducado de Nassau. Era a nona filha de Guilherme, Duque de Nassau (1792–1839), e da sua segunda esposa, a princesa Paulina de Württemberg (1810–1856), filha do príncipe Paulo de Württemberg. Era meia-irmã de Adolfo, Grão-Duque do Luxembourg (na altura príncipe-herdeiro de Nassau). Era também parente da família real dos Países Baixos, e também, de forma mais distante, da família real britânica tanto pelo lado do pai como da mãe, sendo que ambos eram descendentes do rei Jorge II da Grã-Bretanha.

## Casamento e descendência
A princesa Helena casou-se a 26 de setembro de 1853 em Wiesbaden com Jorge Vítor, Príncipe de Waldeck e Pyrmont, filho de Jorge II, Príncipe de Waldeck e Pyrmont.
Juntos, tiveram sete filhosː
1. Sofia de Waldeck e Pyrmont (27 de julho de 1854 – 5 de agosto de 1869); morreu de tuberculose aos 15 anos; sem descendência.
2. Paulina de Waldeck e Pyrmont (19 de outubro de 1855 – 3 de julho de 1925) casada com o príncipe Alexis de Bentheim e Steinfurt; com descendência.
3. Maria de Waldeck e Pyrmont (23 de maio de 1857 – 30 de abril de 1882); casada com o rei Guilherme II de Württemberg; com descendência.
4. Ema de Waldeck e Pyrmont (2 de agosto de 1858 – 20 de março de 1934), casada com o rei Guilherme III dos Países Baixos; com descendência.
5. Helena de Waldeck e Pyrmont (17 de fevereiro de 1861 – 1 de setembro de 1922) casada com o príncipe Leopoldo, duque de Albany, filho da rainha Vitória do Reino Unido; com descendência.
6. Frederico de Waldeck e Pyrmont (20 de janeiro de 1865 – 26 de maio de 1946), último príncipe de Waldeck e Pyrmont, casado com a princesa Batilde de Schaumburg-Lipa; com descendência.
7. Isabel de Waldeck e Pyrmont (6 de setembro de 1873 – 23 de novembro de 1961) casada com o príncipe Alexandre de Erbach-Schönberg; com descendência.

Os seus netos incluíam:
- Paulina, Princesa de Wied (1877–1965), último membro da Casa Württemberg.
- Guilhermina dos Países Baixos (1880–1962), rainha reinante dos Países Baixos.
- Alice, Condessa de Athlone (1883–1981)
- Carlos Eduardo, duque de Saxe-Coburgo-Gota (1884–1954), último duque reinante de Saxe-Coburgo-Gota.
- Josias, Príncipe-Herdeiro de Waldeck e Pyrmont (1896–1967)
- Jorge Luís, Príncipe de Erbach-Schönberg (1903–1971)

## Títulos e formas de tratamento
- 18 de agosto de 1831 –  26 de setembro de 1853: Sua Alteza Ducal e Sereníssima, a princesa Helena de Nassau
- 26 de setembro de 1853 –  28 de outubro de 1888: Sua Alteza Ducal e Sereníssima, a princesa de Waldeck e Pyrmont

## Genealogia
| Helena de Nassau | Pai: Guilherme, Duque de Nassau   | Avô paterno: Frederico Guilherme de Nassau-Weilburg   | Bisavô paterno: Carlos Cristiano de Nassau-Weilburg          |
| Helena de Nassau | Pai: Guilherme, Duque de Nassau   | Avô paterno: Frederico Guilherme de Nassau-Weilburg   | Bisavó paterna: Carolina de Orange-Nassau                    |
| Helena de Nassau | Pai: Guilherme, Duque de Nassau   | Avó paterna: Luísa Isabel de Kirchberg                | Bisavô paterno: Guilherme Jorge de Kirchberg                 |
| Helena de Nassau | Pai: Guilherme, Duque de Nassau   | Avó paterna: Luísa Isabel de Kirchberg                | Bisavó paterna: Isabel Augusta Reuss de Greiz                |
| Helena de Nassau | Mãe: Luísa de Saxe-Hildburghausen | Avô materno: Frederico de Saxe-Altemburgo             | Bisavô materno: Ernesto Frederico III de Saxe-Hildburghausen |
| Helena de Nassau | Mãe: Luísa de Saxe-Hildburghausen | Avô materno: Frederico de Saxe-Altemburgo             | Bisavó materna: Ernestina de Saxe-Weimar                     |
| Helena de Nassau | Mãe: Luísa de Saxe-Hildburghausen | Avó materna: Carlota Jorgina de Mecklemburgo-Strelitz | Bisavô materno: Carlos II de Mecklemburgo-Strelitz           |
| Helena de Nassau | Mãe: Luísa de Saxe-Hildburghausen | Avó materna: Carlota Jorgina de Mecklemburgo-Strelitz | Bisavó materna: Frederica de Hesse-Darmstadt                 |